# Кубок мира ФИФА (трофей)
Ку́бок ми́ра (англ. The World Cup) — главный приз, вручаемый победителям чемпионатов мира по футболу, проводящихся под эгидой ФИФА. С 1930 года, когда был разыгран первый чемпионат, победу в турнире олицетворяли два трофея: Кубок Жюля Риме (англ. Jules Rimet Trophy) с 1930 по 1970 год, и Кубок мира ФИФА (англ. FIFA World Cup Trophy) с 1974 года по сегодняшний день.
Самый первый трофей изначально назывался «Победа», однако позднее он был переименован в честь президента ФИФА Жюля Риме. Кубок Жюля Риме был изготовлен из позолоченного серебра и лазурита, он представлял собой изображение Ники, древнегреческой богини победы, держащей чашу. В 1970 году сборная Бразилии в третий раз стала чемпионом мира и приз по правилам ФИФА тех времён перешёл к ней навечно, что вызвало необходимость замены трофея. Начиная с чемпионата мира 1974 года за победу в этом турнире стал вручаться Кубок мира ФИФА. Он изготовлен из золота 18 карат, основание приза отделано двумя малахитовыми поясками; высота кубка — 36,8 сантиметров, масса — 6,175 килограмм. Композиция этого трофея включает в себя две человеческие фигуры, подпирающие Землю. Действующим обладателем Кубка мира является национальная сборная Аргентины, одержавшая победу на чемпионате мира 2022 года.

## Кубок Жюля Риме
Изначально приз, который вручался за победу на первых чемпионатах мира по футболу, носил название «Победа» (англ. Victory). В 1946 году он был переименован в честь президента ФИФА Жюля Риме, который в своё время и стал инициатором проведения всемирного футбольного турнира — чемпионата мира. Тот трофей был создан по эскизу французского скульптора Абеля Лафлёра, он состоял из позолоченного серебра с основанием из лазурита. Высота трофея составляла 35 сантиметров, а вес — 3,8 килограмм. Сам кубок представлял собой чашу, поддерживаемую крылатой фигурой, изображающей Нику, древнегреческую богиню победы. Приз был отправлен в Уругвай на первый в истории чемпионат мира по футболу на борту лайнера «Конте Верде», отправившегося из порта Вильфранш-сюр-Мер 21 июня 1930 года. Первой командой, награждённой этим трофеем, стала сборная Уругвая, победившая на том чемпионате мира.
К началу Второй мировой войны приз находился на хранении у чемпионов 1938 года — сборной Италии. Отторино Барасси, итальянский спортивный функционер, вывез Кубок Жюля Риме из хранилища в банке и спрятал этот трофей в коробке из под обуви под своей собственной кроватью, дабы предотвратить попадание почётного трофея в руки нацистов. 

Чемпионат мира 1958 года в Швеции положил начало новой традиции в отношении трофея: капитан сборной Бразилии Иделарду Беллини услышал просьбы фотографов о предоставлении им лучшего вида выигранного кубка, из-за чего высоко поднял его над головой. Сделанные в тот момент фотографии получили широкое распространение по всему миру. С тех пор капитаны команд, выигравших турнир, повторяют данный жест.
20 марта 1966 года, за четыре месяца до Чемпионата мира в Англии, приз был похищен во время его публичной демонстрации в лондонском выставочном зале. Спустя неделю после пропажи трофей, завёрнутый в газету, был найден собакой по кличке Пиклз в парке на юге Лондона. 
После того инцидента Футбольная ассоциация Англии решила изготовить точную копию Кубка Жюля Риме из бронзы с позолотой для её использования на различных выставках, чтобы избежать лишнего риска. ФИФА не разрешила создавать копии приза, однако английская футбольная ассоциация всё равно тайно сделала это и копия Кубка использовалась вплоть до 1970 года, после чего оригинальный трофей был передан следующему победителю чемпионата мира, а копия оказалась у ювелира Джорджа Берда, который её ранее и сделал. После смерти Берда в 1995 году его семья выставила этот кубок на аукцион. Покупателем стала сама ФИФА, итоговая цена — 254 500 фунтов стерлингов. Из-за участия футбольной организации в аукционе, а также высокой итоговой стоимости трофея, возникли слухи в отношении того, что на самом деле этот кубок был не копией, а подлинником, и Англия якобы вернула поддельный приз. Однако в итоге выяснилось, что проданный на аукционе кубок действительно был копией; ФИФА отправила его в Национальный музей футбола.
В 1970 году сборная Бразилии стала чемпионом мира в третий раз, что позволило ей забрать себе в вечное владение трофей, как и было оговорено при учреждении приза Жюлем Риме в 1930 году.
19 декабря 1983 года статуэтка снова была похищена, это произошло в момент её нахождения в штаб-квартире Бразильской футбольной конфедерации. Трофей вытащили из специально изготовленного стального шкафа с лицевой стороной из пуленепробиваемого стекла. Стекло было обрамлено деревянной рейкой, чем и воспользовались похитители, выломав её с помощью небольшого лома. После той кражи Кубок Жюля Риме так и не был возвращён.
По данным газеты «Спорт-Экспресс», кражу совершила банда из четырёх человек — Сержио Перейра, Антонио Сетта, некоего Эрнандеса и Франсиско Рибейру (бывшего полицейского). Все эти четверо якобы переплавили и продали остатки кубка в Аргентине. Всех четверых полиция заочно признала виновными в совершении кражи трофея. В ноябре 2003 года бразильская Globo сообщила о смерти Перейры от инфаркта: к тому моменту насильственной смертью умерли Сетта (в 1985 году) и Рибейра (в 1989 году), а Эрнандес, отсидевший год за кражу кубка, позже был осуждён за торговлю наркотиками. 

В 2015 году была найдена часть оригинального трофея Жюля Риме — основание из лазурита. Бразильская конфедерация заказала для себя новую копию, изготовленную компанией Eastman Kodak с использованием 1,8 кг золота. Эта копия впервые была представлена президентом Бразилии Жуаном Фигейреду в 1984 году.

## Кубок мира ФИФА
На следующем после третьей победы бразильской сборной чемпионате мира 1974 года был впервые использован новый трофей — Кубок мира ФИФА, пришедший на замену Кубку Жюля Риме. Впервые новый трофей был вручен капитану сборной ФРГ Францу Беккенбауэру, именно эта команда и выиграла ЧМ-1974. В ФИФА было предоставлено 53 варианта нового кубка, окончательным выбором стал эскиз Сильвио Гаццаниги. По новым правилам сборная, которая оказывается победителем чемпионата мира, получает позолоченную копию Кубка мира, а оригинальный трофей всегда остаётся во владении ФИФА, он используется только при проведении различных торжественных церемоний и лишь на короткое время переходит во владение победившей сборной, после чего кубок возвращают обратно. В 2014 году Германия стала первой сборной, три раза выигравшей чемпионат мира после замены трофея. В 2022 году такого результата достигла и сборная Аргентины, выигравшая три Кубка мира в 1978, 1986 и 2022 годах. Высота оригинального Кубка мира ФИФА — 36,8 сантиметров, он изготовлен из 18-каратного золота, его масса — 6,175 килограмм. Основание трофея содержит два слоя малахита. Композиция изображает две человеческие фигуры, поддерживающие на поднятых руках земной шар. Мартин Поляков, британский учёный-химик, в 2010 году заявил, что трофей не может целиком состоять из золота и внутри он полый (или же как минимум его часть); если бы, как утверждается, он не был таковым, вес Кубка мира составил бы 70—80 кг, из-за чего он был бы слишком тяжёлым для подъёма. ФИФА устанавливает строгие правила относительно того, кто имеет право передавать оригинальный Кубок мира или дотрагиваться до него. Это могут делать только президент ФИФА, действующие главы государств и члены национальных команд, выигравших чемпионат мира по футболу.
На нижней части приза выгравирована надпись «FIFA World Cup». Также на нём гравируются названия стран, чьи сборные побеждают на чемпионате мира, они наносятся на основание трофея, и не видны, когда приз стоит вертикально. Текст гравировки включает в себя записанный цифрами год, а также название страны на её официальном языке (пример — 1974 Deutschland; 1994 Brasil). Тем не менее в 2010 году надпись была сделана на английском языке (2010 Spain). Гравировка изначально наносилась по вертикали, однако впоследствии её заменили на спиральный вариант нанесения текста, таким образом удалось расширить место для внесения новых победителей. После ЧМ-2022 на кубке выгравировано 13 стран-победителей. Неизвестно, будет ли ФИФА прекращать использование этого кубка после того, как всё пространство для записей будет заполнено, однако, при нынешней периодичности проведения турниров, этого не произойдёт ранее чемпионата мира 2038 года.

## Обладатели
| Страна         | Кубок Жюля Риме      | Кубок мира ФИФА      | Всего |
| -------------- | -------------------- | -------------------- | ----- |
| Бразилия       | 3 (1958, 1962, 1970) | 2 (1994, 2002)       | 5     |
| Италия         | 2 (1934, 1938)       | 2 (1982, 2006)       | 4     |
| Германия (ФРГ) | 1 (1954)             | 3 (1974, 1990, 2014) | 4     |
| Аргентина      | 0                    | 3 (1978, 1986, 2022) | 3     |
| Уругвай        | 2 (1930, 1950)       | 0                    | 2     |
| Франция        | 0                    | 2 (1998, 2018)       | 2     |
| Англия         | 1 (1966)             | 0                    | 1     |
| Испания        | 0                    | 1 (2010)             | 1     |